# Saïd ibn Taimur
Saïd ibn Taimur (àrab: سعيد بن تيمور, Saʿīd b. Taymūr) (Masqat, 13 d'agost de 1910 - Londres, 19 d'octubre de 1972) va ser el 13è sultà de Masqat i Oman. Va ocupar-ne el tron des del 10 de febrer de 1932 fins que va ser deposat el 23 de juliol de 1970 pel seu fill Qabus ibn Saïd.
Era membre de la dinastia Al-Bu Saïd. El 1932 es va convertir en el sultà de Masqat i Oman quan va succeir al seu pare Taimur ibn Feisal, que havia abdicat per raons econòmiques. Saïd, de 21 anys, va heretar una administració que estava molt endeutada. Va aconseguir de consolidar el poder, amb l'ajuda del SAS britànic, i va recuperar el control de l'interior tribal reunint així Masqat i Oman. Un cop el país es va unir, Saïd va abandonar la capital de Masqat per a estrablir-se a la ciutat costanera de Dhofar. Masqat i Oman es van convertir en estats totalment sobirans i independents el 1951 amb ell com a governant.

## Biografia
Saïd ibn Taimur va néixer l'any 1910 a Masqat. Va assistir al Mayo College d'Ajmer, a l'Índia, entre 1922 i 1927, on va aprendre l'anglès i l'urdú. Al seu retorn a Masqat el maig de 1927, se li va suggerir que anés a Beirut per continuar la seva educació. El seu pare tanmateix, el sultà Taimur ibn Feisal, temia que enviant-lo a Beirut s'influenciés pel cristianisme.
El pare de Saïd estava fermament en contra que aprengués les maneres del món occidental i parlés anglès. Quan Saïd era més jove, el seu pare va trobar que Saïd i el seu germà Nadir tenien un manual d'anglès i va ordenar que cremessin tots els seus llibres. Finalment, enlloc d'enviar Saïd a Beirut, el seu pare el va enviar a Bagdad perquè estudiés literatura i història àrab durant un any.

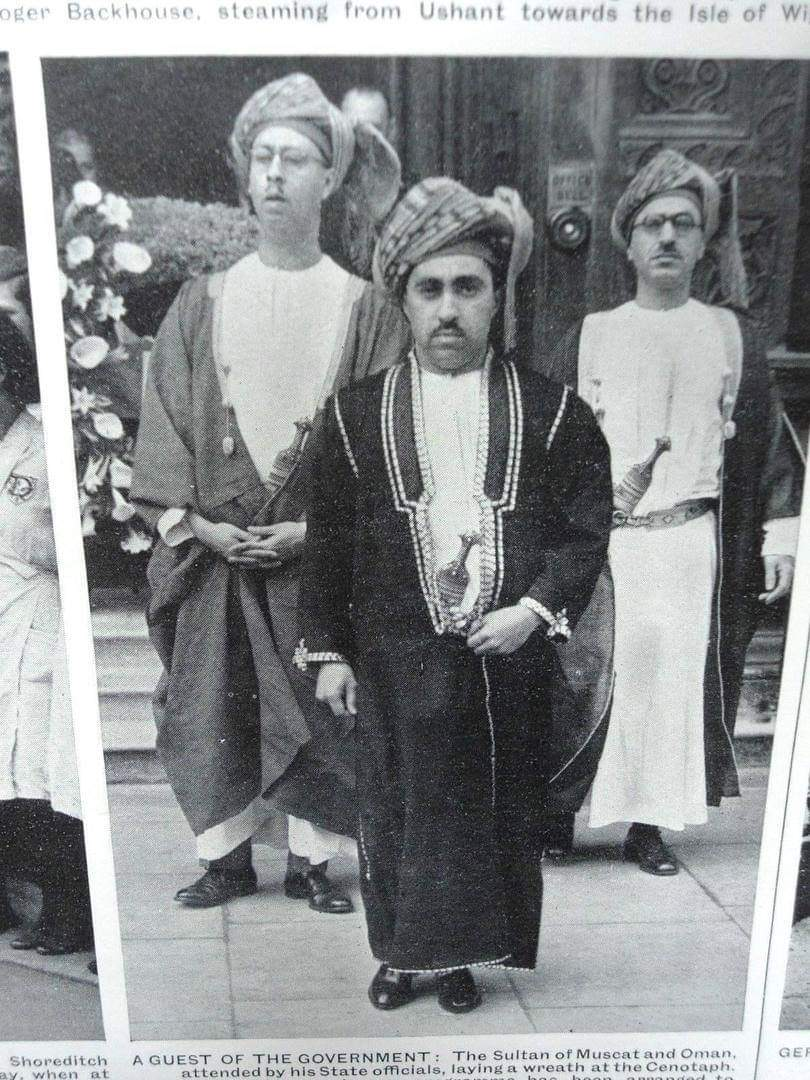
Saïn ibn Taimur (centre) al Regne Unit el 1932.

### Inicis de la carrera política
Després de completar el seu estudi d'un any a Bagdad, Saïd va participar en el govern d'Oman. Es va convertir en el president del Consell de Ministres l'agost de 1929. La incapacitat del sultà Taimur per governar els afers estatals d'Oman va oferir una oportunitat per al naixement d'un nou líder. Els britànics eren molt favorables a Saïd, el que va propiciar que el febrer de 1932, als 21 anys, Saïd es convertís en el nou sultà. Sultan Saïd va heretar un país que estava molt endeutat amb la Gran Bretanya i l'Índia britànica. Per trencar amb la Gran Bretanya i mantenir l'autonomia, el seu país necessitava recuperar la independència econòmica. Per això, a partir de 1933 es va posar a controlar el pressupost de l'estat, fins que va ser enderrocat el 1970.

## Regnat
Quan va pujar al tron, va heretar les restes de l'Imperi d'Oman, que incloïa les províncies veïnes d'Oman i Dhofar, així com les últimes restes d'un imperi d'ultramar, com ara Gwadar al mar d'Aràbia. No obstant això, el seu país ric en petroli també havia establert des de feia temps llaços amb el Regne Unit, basats en un tractat d'amistat signat el 1798, i havia estat un protectorat britànic des de 1891. També va heretar una administració que estava endeutada.

### Afers exteriors

Saïd ibn Taimur a Washington el 1938.

Un cop es va convertir en sultà, Saïd va mantenir una relació amistosa amb els Estats Units. El 1938, el president Franklin Delano Roosevelt va convidar Saïd i el seu pare a visitar els Estats Units. Saïd va aterrar a San Francisco i va començar una gira des de Califòrnia a Washington DC. Durant la seva visita a la Casa Blanca, Roosevelt li va presentar dos llibres que havia escrit. Saïd va visitar la seu de l'FBI i va posar una corona de flors sobre la tomba de George Washington a la finca de Mount Vernon.
Durant la Segona Guerra Mundial, el sultà va cooperar amb els britànics; es van construir diverses pistes d'aterratge de la Royal Air Force entre Salalah a Dhofar i Masqat. Això va permetre que els canals de subministrament romanguessin oberts entre la Gran Bretanya i els Aliats.

### Lideratge
La riquesa petroliera hauria permès a Saïd modernitzar el seu país. Va aconseguir el reconeixement britànic de la seva independència el 1951. Tot i així, també va haver d'afrontar una seriosa oposició interna liderada per l'imam Ghalib ibn Ali, un líder religiós d'Oman que reclamava el poder del sultanat per a ell mateix. La revolta de l'imam a Jebel Akhdar va ser reprimida el 1955 amb l'ajuda britànica, tot i que això li fes guanyar l'animositat de l'Aràbia Saudita, que donava suport a l'imam, i d'Egipte, que considerava que la participació britànica en la repressió de la revolta no era favorable a la causa del nacionalisme àrab. El 1957, aquests dos països van donar suport a una nova revolta de l'imam, que va ser reprimida de manera similar el 1959.
El 1958 Saïd va vendre Gwadar al Pakistan per 1 milió de dòlars, mentre que el 1967 la Gran Bretanya va tornar al sultanat les illes Khuriia Muria.
Va signar acords per a fer concessions d'exportació de petroli amb l'Iraq, l'Iran i la Gran Bretanya, tot i que no va aprofitar gaire l'ingrés de capital per a millorar la vida del seu poble. Els beneficis d'aquests acords no es concretarien fins que el seu fill el va destituir el 1970 en un cop d'estat.
El 1965, la província de Dhofar es va revoltar, aquesta vegada amb el suport de la República Popular de la Xina i d'alguns dels estats àrabs nacionalistes, i seguidament va sobreviure a un intent d'assassinat el 1966. Aquell fet va tenir un efecte notable sobre Saïd, que es va fer més erràtic en el govern del país. Estava prohibit fumar en públic, jugar a futbol, portar ulleres de sol o parlar amb ningú durant més de 15 minuts. Ningú no estava protegit de la paranoia del sultà, ni tan sols el seu propi fill, Qabus, que estava sota arrest domiciliari virtual al palau del sultà a Salalah.

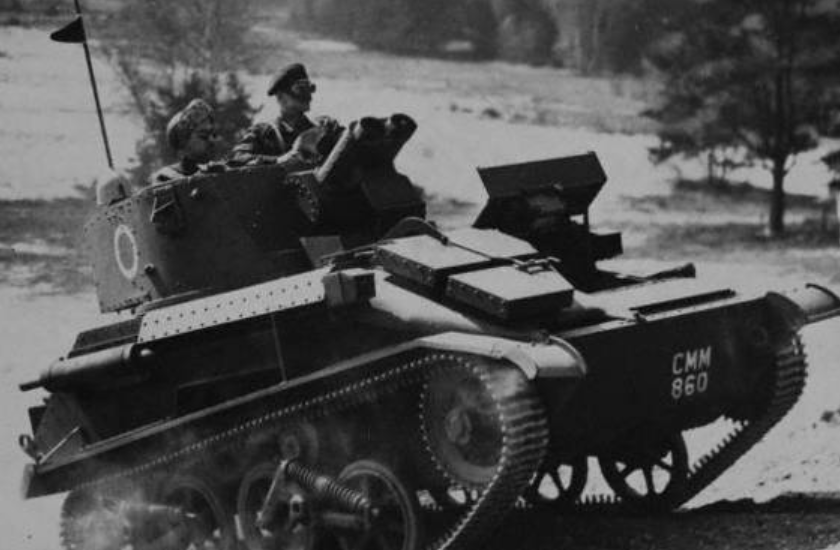
Saïd en unes maniobres militars britàniques el 1938.

Abans de ser derrocat el 1970, a causa de les seves polítiques endarrerides, Oman tenia una taxa de mortalitat de menors de 5 anys al voltant del 25%. El tracoma, les malalties venèries i la desnutrició estaven generalitzats. Només hi havia tres escoles al país, la taxa d'alfabetització era del 5% i només hi havia 10 quilòmetres de carreteres asfaltades a tot Oman.

## Deposició
Qabus va tornar el 1964 del Regne Unit després de completar els seus estudis a la Royal Military Academy i de servir un any a la infanteria de l'exèrcit britànic. Va ser posat sota arrest domiciliari. Saïd no va parlar amb el seu fill durant els últims 14 mesos abans del cop d'estat, tot i que vivien al mateix palau.
El 23 de juliol de 1970 al palau del sultà a Salalah, Qabus va executar un cop d'estat reeixit contra el seu pare amb l'ajuda dels britànics i del seu oncle, i va exiliar el seu pare al Regne Unit. Saïd va viure els seus dos últims anys a l'hotel Dorchester de Londres. Va ser enterrat originalment al cementiri de Brookwood de Woking, a Anglaterra. Posteriorment les seves despulles van ser transportades a Oman, on va ser enterrat al cementiri reial de Masqat.

## Descendència
El 1936, Saïd es va casar amb la seva segona dona, Mezun al-Maixani (cosina de la seva primera dona, Fàtima) que el 1940 va donar a llum l'únic fill i hereu de Saïd, Qabus.
Saïd va tenir tres fills:
- Sultà Qabus ibn Saïd Al-Saïd
- Sàyyida Hujaima bint Sa'id ibn Taimur Al-Sa'id
- Sàyyida Umaima bint Sa'id ibn Taimur Al-Sa'id

## Honors

### Honors nacionals
- Gran Mestre de l'Orde d'al-Saïd

### Honor estrangers
- Medalla de la Coronació del Rei Jordi VI - 11 de maig de 1937
- Cavaller Comandant de l'Orde de l'Imperi Indi - 1 de generg de 1945[11][1]
- Medalla de la Coronació de la Reina Elisabet II - 2 de juny de 1953
- Cavaller de la Gran Creu de l'Orde de Sant Miquel i Sant Jordi - 30 de juliol de 1956[1]